# Campionati del mondo di ciclismo su strada 2005 - Gara in linea maschile Under-23
La gara in linea maschile Under-23 dei Campionati del mondo di ciclismo su strada 2005 fu corsa il 24 settembre 2005 nel territorio circostante Madrid, in Spagna, per un percorso totale di 168 km. Fu vinta dall'ucraino Dmytro Hrabovs'kyj, che concluse il circuito in 3h56'23".

## Percorso
Il percorso prevedeva un circuito di 21 km da ripetere otto volte con due asperità, la Dehesa de la Villa di 1,5 km e la salita di 2,2 km dell'Avenida del Cardenal Herrera Oria, nessuna delle due impegnative.
L'inizio del circuito era sul Paseo de la Castellana, uno dei principali viali di Madrid, e dopo 1,5 km una curva a sinistra portava sulla Calle de Bravo Murillo, attraversando il distretto di Tetuán. Successivamente una curva a destra portava sulle vie Lope de Haro e Calle de Francos Rodriguez. Da queste una curva a sinistra ai 3,8 km portava sulla discesa del Camino de las Moreras e attraverso la Ciudad Universitaria, dopo un paio di curve a destra, alla facoltà di geologia dell'Universidad Complutense e all'Avignida Paraninfo (5,4 km). Dopo altri 1,2 km una curva a destra portava alla base della Dehesa de la Villa, salita di 1,2 km per un dislivello di 70 metri e pendenza media intorno al 6%. Dalla cima (8,1 km) il percorso ritornava velocemente in città sulla Calle de Antonio Machado. Una curva a sinistra portava il gruppo su Calle del Doctor Ramón Castroviejo e Calle Cantalejo alla base della seconda salita del circuito, caratterizzata da una pendenza media bassa (4%) ma con una seconda parte che rappresentava il tratto più ripido del percorso.
Dalla cima, raggiunta dopo 14,8 km, percorrendo un falsopiano si raggiungeva una rotonda da cui il circuito si immetteva nell'Avenida Monforte de Lemos che portava allo svincolo per Ginzo de Lima e successivamente per l'Avenida de Asturias, entrambi viali larghi e pianeggianti che favorivano l'incremento della velocità prima del ritorno nella Plaza de Castilla (18 km) e il passaggio dallo Stadio Santiago Bernabéu. Raggiunti i Nuevos Ministerios, sito della torre Windsor, il gruppo affrontava una stretta curva finale che immetteva sul rettilineo di 500 metri verso il traguardo.

## Squadre e corridori partecipanti
| N.      | Cod. | Squadra         |
| ------- | ---- | --------------- |
| 1-5     | BLR  | Bielorussia     |
| 6-10    | NED  | Paesi Bassi     |
| 11-15   | DEN  | Danimarca       |
| 16-20   | ITA  | Italia          |
| 21-25   | SUI  | Svizzera        |
| 26-30   | BEL  | Belgio          |
| 31-35   | POR  | Portogallo      |
| 36-38   | SLO  | Slovenia        |
| 39-43   | UKR  | Ukraina         |
| 44-48   | RUS  | Russia          |
| 49-53   | NZL  | Nuova Zelanda   |
| 54-58   | IRL  | Irlanda         |
| 59-62   | EST  | Estonia         |
| 63-67   | VEN  | Venezuela       |
| 68-72   | LAT  | Lettonia        |
| 73-77   | CZE  | Repubblica Ceca |
| 78-82   | COL  | Colombia        |
| 83-87   | AUT  | Austria         |
| 88-92   | CAN  | Canada          |
| 93-97   | USA  | Stati Uniti     |
| 98-102  | GER  | Germania        |
| 103-106 | HUN  | Ungheria        |
| 107-110 | FRA  | Francia         |
| 111-114 | AUS  | Australia       |
| 115-118 | ARG  | Argentina       |
| 119-122 | ESP  | Spagna          |

| N.      | Cod. | Squadra       |
| ------- | ---- | ------------- |
| 123-125 | FIN  | Finlandia     |
| 126-128 | BRA  | Brasile       |
| 129-132 | POL  | Polonia       |
| 133-136 | LTU  | Lituania      |
| 137-139 | SWE  | Svezia        |
| 140-142 | GBR  | Gran Bretagna |
| 143-145 | NOR  | Norvegia      |
| 146-148 | MDA  | Moldavia      |
| 149-151 | KAZ  | Kazakistan    |
| 152-154 | UZB  | Uzbekistan    |
| 155-156 | JPN  | Giappone      |
| 157-158 | GRE  | Grecia        |
| 159-160 | IRN  | Iran          |
| 161-162 | RSA  | Sud Africa    |
| 163-164 | CRO  | Croazia       |
| 165-166 | TUN  | Tunisia       |
| 167-168 | SVK  | Slovacchia    |
| 169     | CRC  | Costa Rica    |
| 170     | LUX  | Lussemburgo   |
| 171     | BUL  | Bulgaria      |
| 172     | ROM  | Romania       |
| 173     | NAM  | Namibia       |
| 174     | MEX  | Messico       |
| 175     | MAS  | Malesia       |
| 176     | BER  | Bermuda       |

## Resoconto degli eventi
Sin dalla partenza la corsa fu animata da una fuga, con protagonisti il venezuelano Ivan Castillo e l'usbeko Vladimir Tuychiev, ripresi durante il secondo giro del circuito da un gruppo di una ventina di corridori che passò sul traguardo con circa due minuti di vantaggio. Furono quindi l'italiano Tiziano Dall'Antonia e l'ucraino Dmytro Hrabovs'kyj a cercare di ricucire lo svantaggio sul gruppo di testa ma, a pochi chilometri dal termine del terzo giro, dal gruppo in fuga contrattaccarono il venezuelano Arthur Garcia Ricon, il portoghese Tiago Machado e il bielorusso Aliaksei Polushkin che sul traguardo transitarono con 40" sui diretti inseguitori e quasi due minuti sulla parte restante del gruppo. Durante il quarto giro i tre attaccanti riuscirono a mantenere il vantaggio, che fu tuttavia annullato nel giro successivo. Ripresi i tre fuggitivi, furono Polushkin, Dall'Antonia, Hrabovs'kyj e il francese Jean Marc Marino ad attaccare, passando sul traguardo con quasi un minuto di vantaggio. Ad essi si unirono prima lo svizzero Stefan Trafelet, il belga Greg Van Avermaet e lo svedese Lucas Persson, poi l'australiano James Meadley e il ceco František Raboň. Dal gruppetto dei nove fuggitivi attaccò Dall'Antonia che, al termine del sesto giro, guidava con 58 secondi di vantaggio. Marino, Trafelet e Hrabovs'kyj si lanciarono all'inseguimento dell'italiano, che fu raggiunto dal solo ucraino. Al termine del settimo giro i due avevano un vantaggio di 50 secondi su un gruppo di una quindicina di inseguitori.
L'intesa tra i due fuggitivi permise loro di mantenere il vantaggio nella prima parte dell'ultimo giro. Dal gruppo di inseguitori, il messicano Ignacio Sarabia, si lanciò all'inseguimento dei due battistrada, seguito dallo svizzero Steve Morabito, l'olandese Lars Boom e il belga Pieter Jacobs. Nessuno riuscì tuttavia a resistere all'attacco di Hrabovs'kyj, che staccò tutti sulla salita di Avenida de Herrera Oria, scollinando con 10" di vantaggio. Sfruttando le sue caratteristiche da cronoman, l'ucraino incrementò il vantaggio fino a 35" a tre chilometri dal traguardo. Dal gruppo che lo seguiva, ormai ricompattato, all'attacco dell'australiano William Walker rispose solo il russo Evgenij Popov. Arrivati sul traguardo, Walker sfruttò la sua superiorità in volata per battere il russo. Il tedesco Carlo Westphal riuscì ad aggiudicarsi la volata del gruppo, battendo Sutton e Dall'Antonia.

## Ordine d'arrivo (Top 10)
| Pos. | Corridore            | Squadra   | Tempo    |
| ---- | -------------------- | --------- | -------- |
| 1    | Dmytro Hrabovs'kyj   | Ucraina   | 3h56'23" |
| 2    | William Walker       | Australia | s.t.     |
| 3    | Evgenij Popov        | Russia    | s.t.     |
| 4    | Carlo Westphal       | Germania  | a 33"    |
| 5    | Chris Sutton         | Australia | a 34"    |
| 6    | Tiziano Dall'Antonia | Italia    | s.t.     |
| 7    | Gianni Meersman      | Belgio    | s.t.     |
| 8    | Steve Morabito       | Svizzera  | s.t.     |
| 9    | Philip Deignan       | Irlanda   | s.t.     |
| 10   | Pieter Jacobs        | Belgio    | s.t.     |